# قبادلی شیخ‌لی
قبادلی شیخ‌لی (به لاتین: Qubadlı Şıxlı) یک منطقه مسکونی در جمهوری آذربایجان است که در شهرستان گوی‌چای واقع شده‌است. این روستا ۶۹۰ نفر جمعیت دارد.